# Wierchobystrica
Wierchobystrica (ros. Верхобыстрица) – wieś (sieło) w Rosji, w obwodzie kirowskim, w rejonie kumiońskim. W 2010 liczyła 347 mieszkańców.